# Shlomo Shmelzman
Shlomo Shmelzman is een Israëliër en een overlevende van de Holocaust. Hij is vooral bekend van zijn hongerstaking in 1982 tegen het toenmalige gewelddadige optreden van Israël in Libanon.

## Holocaust en hongerstaking
Tijdens de Israëlische bombardementen op de Libanese hoofdstad West-Beiroet in augustus 1982 kondigde Shmelzman in een brief naar de pers zijn hongerstaking aan uit protest tegen de bombardementen. Daarin legt hij uit waarom hij protesteert:
"In mijn kinderjaren heb ik geleden onder angst, honger en vernedering toen ik uit het Warschau getto werd gehaald, en via werkkampen, naar Buchenwald werd gebracht. Vandaag, als een Israëlisch burger, kan ik niet de systematische vernietiging van steden, dorpen en (Palestijnse) vluchtelingenkampen accepteren. Ik kan niet het technocratische geweld van de bombardementen, de vernietiging en het vermoorden van menselijke wezens accepteren.
Ik hoor te veel bekende geluiden vandaag - geluiden die worden versterkt door de oorlog. Ik hoor 'vieze Arabieren' en ik herinner me 'vieze Joden'. Ik hoor 'gesloten gebieden' en ik herinner me getto's en kampen. Ik hoor 'tweepotige beesten' en ik herinner me 'Untermenschen'. Ik krijg te horen over het verscherpen van de aanval, ontruimen van het gebied, het op de knieën dwingen van de stad en ik herinner me leed, vernietiging, dood, bloed en moord... Te veel dingen in Israël doen me herinneren aan te veel dingen uit mijn jeugd."
De term 'tweepotige beesten' is afkomstig van het vurige pleidooi dat de Israëlische premier Menachem Begin kort daarvoor in juni 1982 voor de Knesset hield ter ondersteuning van de Israëlische aanvallen op Palestijnse vluchtelingenkampen in Libanon: "(De Palestijnen zijn) beesten die lopen op twee poten."